# Neoserica nitidirostris
Neoserica nitidirostris är en skalbaggsart som beskrevs av Linell 1895. Neoserica nitidirostris ingår i släktet Neoserica och familjen Melolonthidae. Inga underarter finns listade i Catalogue of Life.